# Robert Coutenceau
Pour les articles homonymes, voir Coutenceau.
Robert Coutenceau, né le 24 septembre 1895 à Orléans et mort  le 15 mars 1944 à Buchenwald, est un commissaire de police français, membre de la résistance.

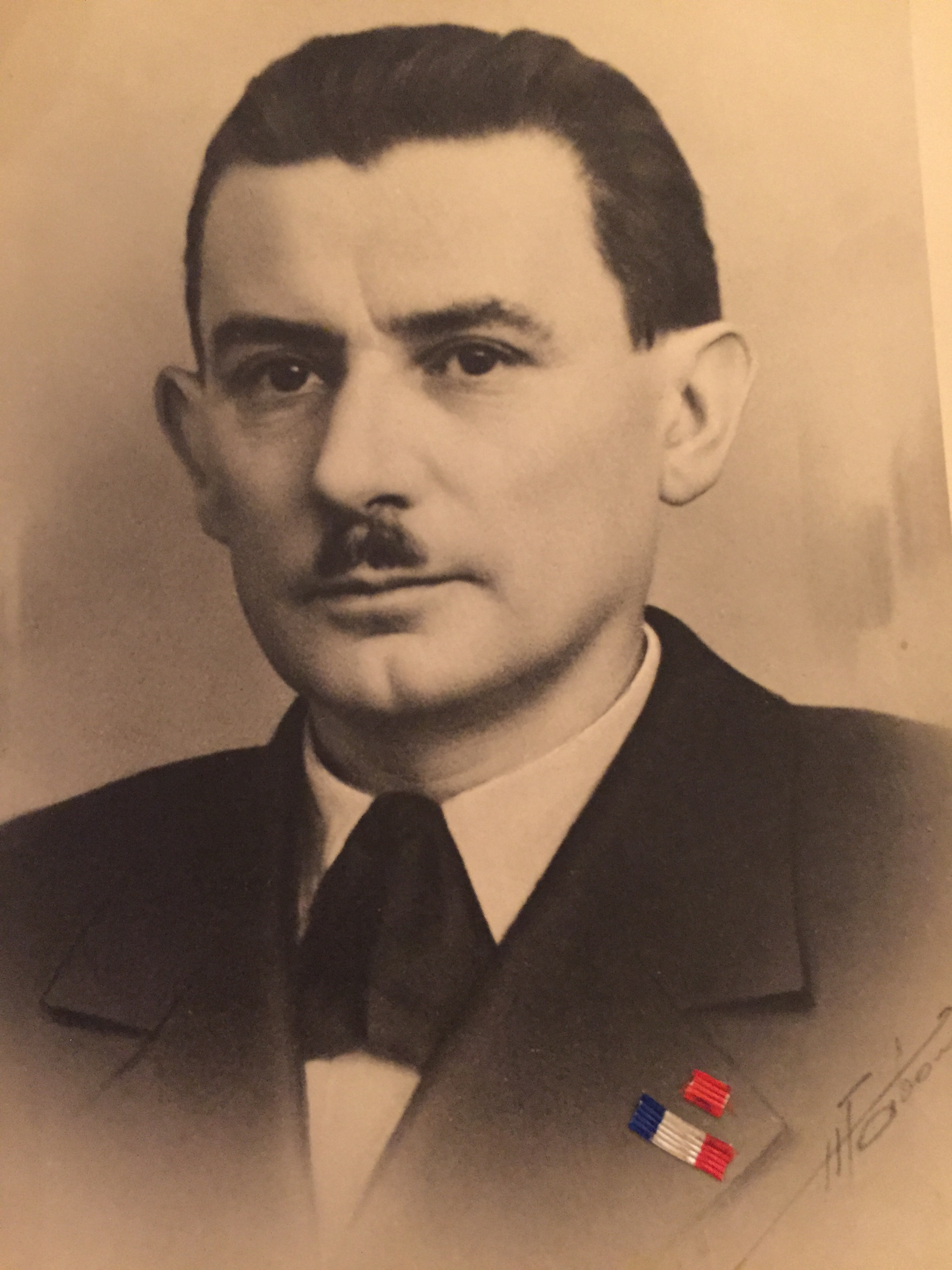

## Biographie
Le 19 décembre 1914, il est appelé sous les drapeaux à l’âge de 19 ans pour prendre part à la 1ère guerre mondiale.
Il combat pendant 4 ans pour être finalement blessé le 19/10/1918 aux deux bras et à la main gauche sur le Chemin des Dames.
Après la 1ère guerre mondiale, policier, il est d'abord en poste à L'Aigle (Orne) en 1925 où il reste jusqu'à 1934 et sa mutation à Vienne (Isère). En 1938, il est muté à Lyon dans le huitième arrondissement (voir plaque commémorative à l'Hôtel de Police 43, rue Marius Berliet à Lyon). Il est affecté le 1er septembre 1943 à Annecy. Il est arrêté par la Gestapo le 22 novembre 1943 en même temps que le préfet de la Haute-Savoie Henri Trémeaud (qui deviendra après guerre ministre de Monaco à Paris). Il est déporté le 22/01/1944 à Buchenwald où il meurt le 15/03/1944.

### Activités de résistance
Il résiste à partir de février 1941 dans le mouvement Noyautage des administrations publiques,.

## Hommages et distinctions

### Décorations
- Chevalier de la Légion d’honneur
- Médaille militaire
- Croix de guerre 1914-1918
- Croix de guerre 1939-1945
- Médaille de la Résistance française
- Médaille d'honneur de la Police française

### Autres hommages
- Une plaque en son hommage est apposée sur le commissariat du huitième arrondissement de Lyon. Des cérémonies lui rendent régulièrement hommage[6].

- Sa belle-sœur  Jeanne Roger (sœur de son épouse) et son beau frère Jules Roger sont déclarés Justes parmi les nations le 17/05/1989 par le comité Yad Vashem pour le sauvetage de personnes juives.
- Il figure sur les plaques du commissariat d'Annecy (74)